# Pepe el Marmolista
José Luque Martín o, según otros autores, José López, conocido artísticamente como Pepe el Marmolista, fue un cantaor flamenco y trovero español del siglo XIX, originario de la provincia de Almería (Andalucía).

## Biografía
Son pocos los datos de que se dispone acerca de Pepe el Marmolista. Cabría deducir de su nombre artístico que se dedicó profesionalmente a la cantería del mármol o fue quizá barrenero, proviniendo tal vez de la comarca del mármol del valle del Almanzora. 
Es asimismo probable que, como el resto de cantaores almerienses y murcianos del siglo XIX, concurriera a los cafés cantantes de la época tanto de Almería como de La Unión o Cartagena. Es conocida, en efecto, su presencia en el Teatro Principal o de La Reina de la capital almeriense, café cantante desde 1877, donde junto con Gaspar Vivas interpretó por primera vez un fandango de Almería, o como miembro del cuadro del Casino Almeriense desde 1887, donde solía acompañarse a sí mismo con la guitarra.
Su celebridad fue merecida; no en vano, Fernando el de Triana afirma en su obra Arte y artistas flamencos, editada en Madrid en 1935, que «el mejor cantador del sistema de Almería fue Pepe el Marmolista».
También lo elogian autores como García Durán Muñoz, quien en su obra Andalucía y su cante, de 1963 lo llama fandanguillero de verdad donde estuvieran los buenos. En efecto, según flamencólogos como Agustín Delgado, fue además divulgador del fandango de Almería, estilo de fandango abandolao, más cercano a la jota, que en voz de los mineros había dado entidad a la taranta.